# Itauçu
Itauçu est une municipalité brésilienne de l'État de Goiás et la microrégion d'Anápolis.